# Arròs al forn
L'arròs al forn és un plat típic valencià, que es fa amb arròs, tomata, botifarra de ceba, creïlla, cigrons, cansalada, trossos de costella de porc i una cabeça d'alls, i que es cou al forn, normalment en una cassola de fang.
Altrament, també es coneix com a arròs al forn una altra varietat molt popular i més humil amb només arròs, tomata, creïlla, cigrons i una cabeça d'alls —o carabassa segons època de l'any i localitat—, també anomenada arròs de dejuni a algunes poblacions.

## Història
L'arròs al forn amb cassola de terrissa ja apareix als receptaris medievals com un plat molt típic i molt abans que la paella d'arròs que començà a preparar-se quan apareix l'estri de metall al segle xix, sent un plat molt típic també aleshores a Catalunya i les Balears, on hui en dia no és una preparació habitual.

## Altres noms populars
Arròs passejat, perquè antigament calia «passejar» la cassola fins al forn de pa més proper perquè no hi havia forns domèstics (costum que encara es conserva a certs pobles avui en dia, i a zones del Magrib amb altres preparacions). Cal esmentar que els forns de pa reservaven, i encara ho fan en alguns llocs, un dia determinat de la setmana per a portar a coure l'arròs o altres plats.
Arròs rossejat, pel color ros o daurat que adquireix l'arròs, en aquest cas en ser fet amb el brou i les restes del putxero valencià, semblant a l'escudella catalana. A aquest arròs si se li afegeixen uns ous batuts per damunt, xoriço, llonganissa i botifarra negra, quan està a mig coure, rep el nom també d'arròs amb crosta o costra, i és típic a les comarques de més al sud del País Valencià (Elx). Cal no confondre'l, però, amb el rossejat, típic arròs fet amb peix de la costa de les comarques entre Castelló i Tarragona.

## Plats semblants
L'arròs al forn s'assembla molt a l'arròs de la terra menorquí, que es diferencia d'aquest principalment en què, malgrat el nom, no es fa amb arròs sinó amb blat trencat (semblant al bulgur). La presentació és idèntica i és possible que ambdós provinguin d'un mateix plat.

## Fires i festes gastronòmiques
A Xàtiva a l'abril se celebra el Concurs Nacional d'Arròs al Forn, en el qual hi ha dues categories: popular i professional.